# Parkovi (Vladímir)
|  | Per a altres significats, vegeu «Parkovi». |

Parkovi (en rus: Парковый) és un poble de l'óblast de Vladímir, a Rússia, segons el cens del 2010 tenia 39 habitants. Pertany al districte municipal de Iúriev-Polski.